# شختان
شختان، روستایی است از توابع بخش مرکزی و در شهرستان پیرانشهر استان آذربایجان غربی ایران.

## جمعیت
این روستا در دهستان منگور غربی قرار داشته و بر اساس سرشماری سال ۱۳۸۵ جمعیت آن ۲۵۹ نفر (۳۵ خانوار)
بوده‌است.